# Jakob Gadolin
Jakob Gadolin (Strängnäs, 24 de outubro de 1719 — Turku, 26 de setembro de 1802) foi um bispo luterano, professor de física e teologia, e político finlandês.

## Biografia
O pai de Gadolin era Jakob Gadolinius, um padre que fugiu para a Suécia devido à Grande Guerra e que, ao retornar à Finlândia, serviu como vigário de Merikarvia, entre outros lugares. Gadolin frequentou inicialmente a Escola Trivial de Pori e depois estudou teologia e matemática na Academia Real de Turku (que mais tarde se tornou a Universidade de Turku). Em 1745, ele se tornou Mestre em Filosofia e Professor de Matemática. Ele se tornou talentoso em vários campos. Durante uma nova viagem de estudos a Uppsala, Gadolin tornou-se também observador na Comissão Finlandesa de Levantamento de Terras e na Academia de Turku, além de professor extraordinário de Astronomia em 1748. Após sua ordenação, recebeu o prebendário da congregação finlandesa de Turku e tornou-se membro do capítulo da catedral em 1752. No ano seguinte, foi nomeado professor de Física. No outono de 1756, Gadolin foi promovido a doutor em teologia pela Universidade de Greifswald, na Pomerânia Sueca, que celebrava seu 300º aniversário. Em Turku, transferiu-se para a faculdade de teologia quando, em 1762, foi nomeado titular da terceira cátedra de teologia. Apenas três anos depois, tornou-se segundo professor e, finalmente, em 1779, primeiro professor de teologia e, ao mesmo tempo, deão da catedral de Turku e vigário da paróquia sueca de Turku e da paróquia de Santa Karin.
Ele contribuiu significativamente para o desenvolvimento da matemática e foi também um pioneiro na pesquisa astronômica na Finlândia. Em 1751, Gadolin foi eleito membro da Academia Real das Ciências da Suécia. Sob sua supervisão, um total de 35 teses de doutorado foram publicadas na Academia entre 1747 e 1760, a maioria delas em física. Como teólogo, Gadolin era um supranaturalista e distinguia a revelação divina do conhecimento físico dado de uma maneira típica do Século das Luzes. Nos anos de 1765 a 1783, apenas oito teses em teologia foram publicadas sob sua supervisão, e sua contribuição para a pesquisa teológica também foi insignificante.
Gadolin foi o representante do clero e membro do comitê secreto nos Riksdags de 1755-1756, 1760-1762, 1771-1772, 1786, 1789 e 1792, e membro do Riksdag mesmo aos 80 anos, em 1800. Chegou a ser um dos homens mais influentes de seu estado e teve influência decisiva em muitas das moções e decisões dos estados. Na política partidária da Era da Liberdade, foi um dos líderes dos chapeleiros (hattarna) de seu estado e foi preso por ordem do rei durante o golpe de estado em agosto de 1772. Mesmo mais tarde, Gustavo III parece ter considerado Gadolin pouco confiável, até que, na década de 1780, ele admitiu claramente ser um monarquista. Gadolin trabalhou como auditor bancário em 1785 e 1791 e, em 1796, atuou como auditor no Escritório da Dívida Nacional. No ano seguinte, fundou a Sociedade Finlandesa de Famílias (Finska hushållningssällskapet). Ele era membro da Pro Fide et Christianismo, uma sociedade de educação cristã.
Por vários anos, o experiente professor, cientista e político, buscou a nomeação episcopal, mas foi preterido, já que o rei desconfiava dele. Contudo, após provar ser um monarquista incondicional no Riksdag de 1786, apoiando firmemente as propostas do regente que haviam despertado feroz oposição, ele conseguiu a nomeação na próxima eleição episcopal. Assim, em 5 de junho de 1788, ele sucedeu Jakob Haartman como Bispo de Turku, que era então uma diocese da Igreja da Suécia. Ele ocupou esse cargo até sua morte. Em abril de 1789, ele foi o primeiro padre finlandês condecorado com a Insígnia de Comandante da Ordem da Estrela Polar.

Jakob Gadolin casou-se em 1757 com Elisabet Browallia (1737–1793), filha do bispo Johan Browallius, e entre seus filhos estava o famoso químico Johan Gadolin.